# Dark Funeral
Dark Funeral — шведський блек-метал-гурт, заснований в 1993 році.

## Історія

### 1993—1997 роки
Музичний колектив Dark Funeral засновано в 1993 році гітаристами Lord Ahriman і Blackmoon. Трохи пізніше в гурт приходять Draugen і Themgoroth. Через рік, 4 травня 1994 року, було видано дебютний однойменний реліз — міні-альбом Dark Funeral. У день виходу альбому гурт також вперше дає концерт в клубі Luse Lottes Pub у місті Осло. Після виходу альбому з гурту йде барабанщик Draugen, на місце якого приходить Equimanthorn. Незабаром на гурт звернув увагу лейбл No Fashion Records, в результаті чого був підписаний договір на випуск альбомів. У 1995 році Dark Funeral починають запис свого дебютного альбому The Secrets of the Black Arts в студії Uni-Sound, однак через невдоволення записом міняють локацію — записуються в Abyss Studio разом з Петером Тегтгреном. Після запису альбому гурт вперше дає концерт в рамках фестивалю — Under the Black Sun в Берліні. Напередодні виходу альбому знімають відеокліп на композицію The Secrets of the Black Arts. Крім того, в гурті з'являється новий вокаліст — Emperor Magus Caligula. 28 січня 1996 року побачив світ дебютний альбом The Secrets of the Black Arts. У складі з'являються нові учасники, натомість пішли з колективу ударник Алзазмон і гітарист Тайфос. На підтримку дебютного альбому Dark Funeral їдуть разом з Necromass в тур Європою під назвою Satanic War Tour I. Крім концертів гурт записує дві кавер-версії для триб'ют-альбому Bathory In Conspiracy With Satan — Call from the Grave і Equimanthorn.
У 1997 році Dark Funeral вперше виступають в США в рамках фестивалю Expo Of The Extreme. Крім того, оголошують про другу частину туру Європою Satanic War Tour II, але на цей раз разом з Ancient і Bal-Sagoth. Після концерту на фестивалі Expo Of The Extreme гурт їде в якості підтримки Usurper в тур The American Satanic Crusade Tour по США. У вересні 1996 року Dark Funeral продовжують роботу в студії Abyss Studio, записуючи другий повноформатний альбом Vobiscum Satanas.

### 1998—2004 роки
У 1998 році колектив дає багато концертів: тур The Ineffable Kings of Darkness Tour разом з Enthroned і Liar of Golgotha, виступають на шведському фестивалі Hultsfreds (після фестивалю з гурту «звільняють» Тайфоса, Dominion стає гітаристом, а Magus Caligula стає басистом та вокалістом). Перед туром Bleed for Satan разом з Cannibal Corpse та Infernal Majesty відбувається заміна ударника — замість Alzazmon з'являється Gaahnfaust. У 1999 році тривають концерти: невеликий тур по США Black Plague Across the West, виступи в Мексиці, а також один з наймасштабніших турів Dark Funeral The Satanic Inquisition разом з Dimmu Borgir.
У 2000 році в тій же Abyss Studio записується EP Teach Children to Worship Satan. На EP увійшла нова композиція An Apprentice of Satan, а також кавер-версії композицій гуртів Sodom, Slayer, Mayhem і King Diamond. Крім того, на нову композицію знімається відеокліп. Далі протягом року тривають численні виступи, зокрема на фестивалі No Mercy разом з Immortal, Deicide і Cannibal Corpse, а також на одному з найбільших метал-фестивалів у світі Wacken Open Air. У цьому ж році з колективу пішов Gaahnfaust, на зміну якому прийшов Matte Modin з Defleshed. Крім того, кілька учасників гурту займаються паралельно своїми сайд-проектами — Magus Caligula працює над Dominion Caligula, Lord Ahriman над Wolfen Society. В цьому ж році перевидається перший реліз гурту — EP 1994 року Dark Funeral з додаванням нових фотографій і новим оформленням. У січні-лютому 2001 року проводиться запис третього альбому гурту під назвою Diabolis Interium на лейблі No Fashion Records. Після випуску альбому колектив давав чергові концерти і їздив у тури Європою разом з Anorexia Nervosa і Ragnarok (на басу грав Mikael Hedlund з Hypocrisy); США з Cannibal Corpse (на басу грав Richard Cabeza). У жовтні Dark Funeral здійснюють перший в історії західного екстремального металу тур країнами Далекого Сходу (Тайвань, Сінгапур, Японія).Після цього туру колектив покидає гітарист Dominion. Однак незабаром на його місце приходить Chaq Mol. З новим гітаристом Dark Funeral їдуть в турне країнами Південної Америки — Бразилії, Чилі та Колумбії. Під час турне були записані численні композиції, деякі з яких лягли в основу майбутнього концертного альбому De Profundis Clamavi Ad Te Domine.
У 2004 році гурт більше не співпрацює з No Fashion Records і підписує контракт з лейблом Regain Records (на якому вийшов концертний альбом). Після виходу альбому Dark Funeral дають концерти в Японії, Іспанії, Італії, Мексиці, Росії та Україні.

### 2005-дотепер
23 травня гурт розпочинає роботу в студії Dug Out Studios разом з продюсером Даніелем Бергстрандом і Ерьяном Ернклоо над своїм новим повноформатним альбомом. Колектив запрошує сесійного басиста Gustaf Hielm (екс-Meshuggah). 18 серпня 2005 року завершено та видано наступний альбом Dark Funeral — Attera Totus Sanctus. Він отримав хороші рецензії від критиків та відгуки фанів. У листопаді Dark Funeral почали працювати з Dragon Production.
Dark Funeral в прямому ефірі в «BB Kings», Нью-Йорк, 10 січня 2007 року.
Восени 2006 року гурт розпочав турне в Південній Америці. 8 жовтня 2006 року на концерті в Лімі, Перу, Dark Funeral були змушені виступати без свого вокаліста і басиста Калігули через хворобу. Багато розсерджених фанів почали заворушення і знищили нерухомість біля місця проведення. Після заворушень всі інструменти колективу були конфісковані перуанської поліцією. Через тиждень музиканти оголосили про необхідність відкласти свої майбутні концерти в Латвії та Литві через цю ситуацію.
На початку 2007 року Dark Funeral здійснили поїздку Північною Америкою разом з Enslaved. У квітні 2007 року колектив планував тур Східною Європою та Росією, Україною і країнами Балтії. Приблизно в цей же час Матті Модін нібито придумав неправдиві історії, щоб не грати у колективі. Спочатку він стверджував, що у нього була інфекція в руці, і він не міг брати участь у турне Східною Європою. Однак з'ясувалося, що він вирішив відправитися в турне з панк-гуртом Raised Fist. Повернувшись з шоу Metalferry в Швеції, Матті оголосив решті гурту, що він не може поїхати в країни Балтики, адже це був день народження його сина. Dark Funeral незабаром зрозуміли мотиви Матті Модіна. Отже, майбутній тур був скасований і Матті Модіна вигнаний з гурту. У червні 2007 року гурт оголосив Нільса Фьялльстрьома.
Гурт знову відвідав Північну Америку восени 2007 року і перевидала свої перші три альбоми, кожен з яких має бонусний диск. Восени 2007 і 2008 року гурт видає Attera Orbis Terrarum — Part I і Attera Orbis Terrarum — Part II, відповідно.
24 жовтня 2008 року Dark Funeral виграли судовий позов проти лейблу MNW / No Fashion Records.

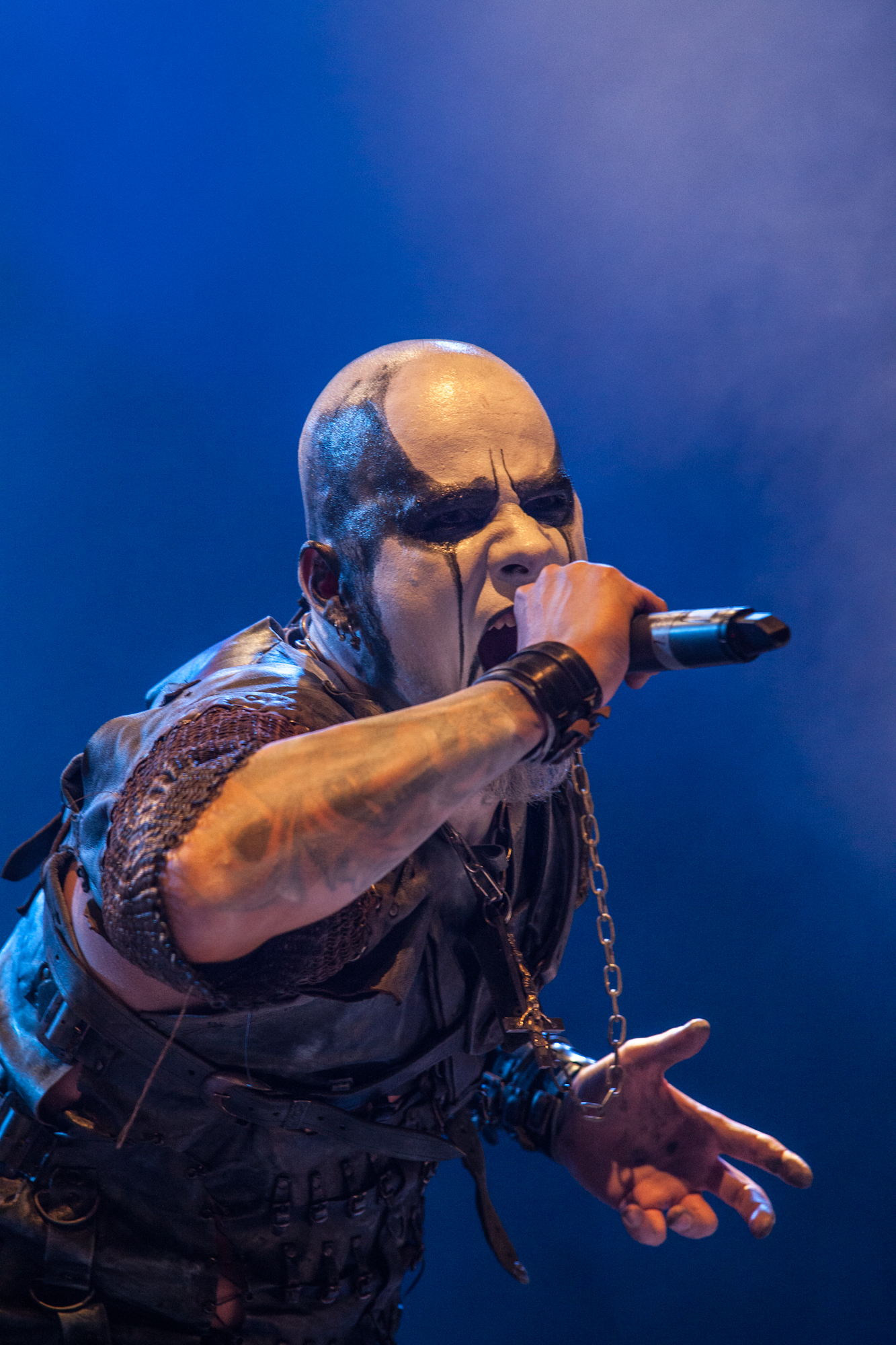
Nachtgarm

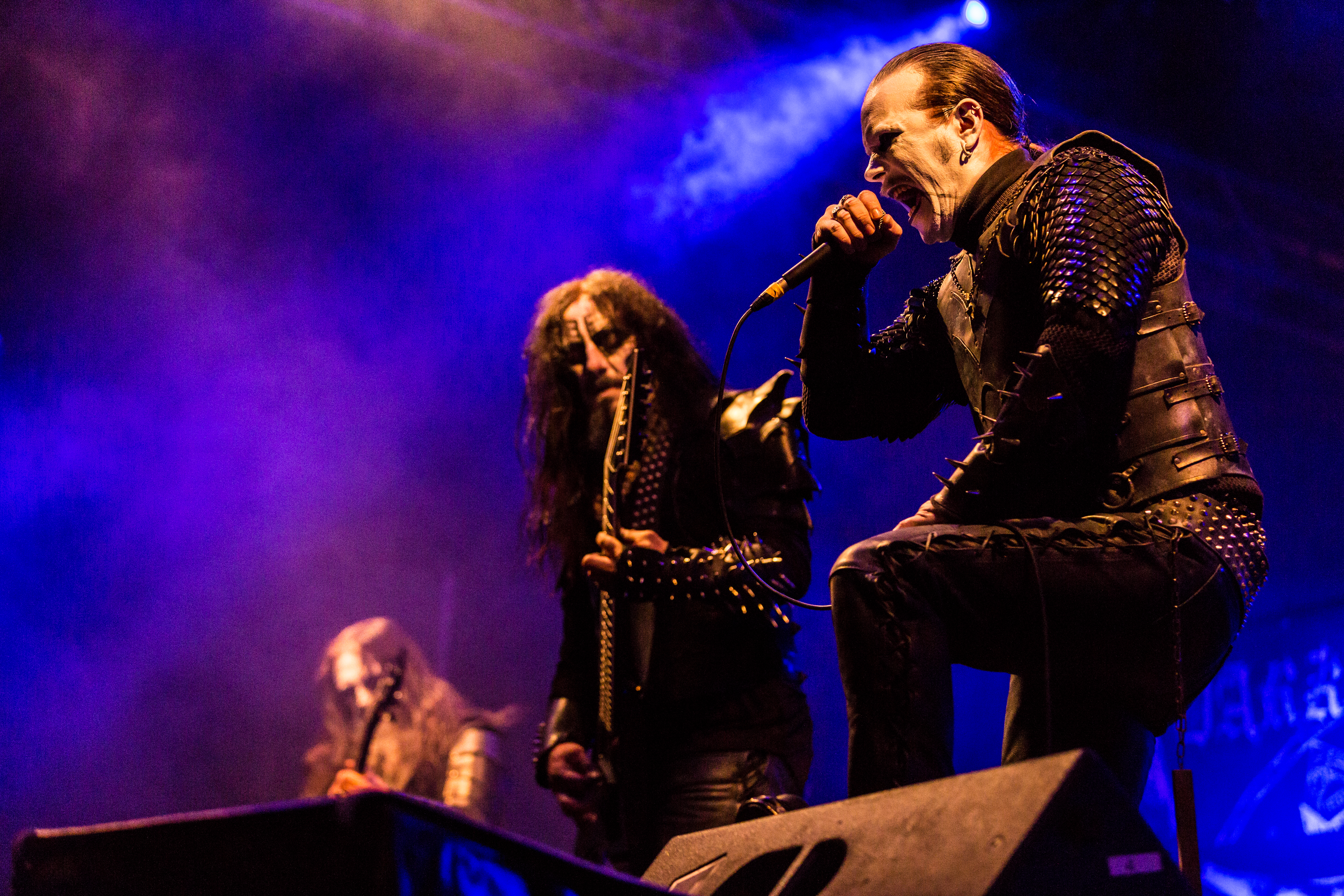
Dark Funeral на фестивалі Rock unter den Eichen, 2017 р.

Після декількох шоу, Dark Funeral видає свій п'ятий студійний альбом у 2009 році Angelus Exuro pro Eternus. Вони також зняли відео для «My Funeral» з відвертими сценами самогубства.
30 червня 2011 року Dark Funeral оголосили, що Nachtgarm з Negator стане новим вокалістом. За тиждень до цього також було оголошено, що Домінатор повернувся в колектив. 27 липня 2011 року Zornheym — новий басист гурту.
16 грудня 2014 року Dark Funeral випустила новий трек і музичне відео під назвою «Nail Them to the Cross». У відео знялися новий вокаліст Heljarmadr (Gra, Domgård, Cursed 13) і басист Natt (Angrepp, Withershin). У 2016 році Густаф Хьєлм, який був сесійним музикантом на Attera Totus Sanctus, знову грає у колективі для живих концертів. Влітку 2016 року музиканти видають альбом Where Shadows Forever Reign на лейблі Century Media Records.
У листопаді 2017 року було оголошено, що барабанщик Домінатор покинув гурт і був замінений Джаломахом.
У січні 2017 року Dark Funeral виграли музичну премію P3 Gold в категорії «Rock / Metal of the Year».

## Склад гурту

### Учасники
- Lord Ahriman (Micke Svanberg) — гітара (1993-дотепер)
- Chaq Mol (Bo Karlsson) — гітара (2003-дотепер)
- Zornheym — бас (2011-дотепер)
- Jaloomah — ударні (2017-дотепер)
- Heljarmadr (Andreas Vingbäck) — вокал (2014-дотепер)

### Колишні учасники

#### Вокал
- Nachtgarm — вокал (2011—2012)
- Themgoroth (Paul Мäkitalo) — (1993—1995)
- Emperor Magus Caligula (Masse Bromberg) — (1995—2010)

#### Гітара
- Blackmoon (David Parland) — (1993—1996)
- Typhos (Henrik Ekeroth) — (1996—1998)
- Dominion (Matti Mäkelä) — (1998—2002)

#### Бас-гітара
- Richard «Daemon» Cabeza — сесійний бас
- Lord K (Kenth Philipson) — концертний бас
- Gustaf Hielm — сесійний бас
- B-Force — (2005—2010)

#### Ударні
- Draugen — (1993—1994)
- Equimanthorn (Peter) — (1994—1995)
- Alzazmon (Tomas Asklund) — (1996—1998)
- Gaahnfaust (Robert Lundin) — (1998—2000)
- Matte Modin — (2000—2005)
- Dominator (Nils Fjallstrom) — ударні (2008—2010; 2011—2017)

## Дискографія

### Студійні альбоми
- The Secrets of the Black Arts (1996)
- Vobiscum Satanas (1998)
- Diabolis Interium (2001)
- Attera Totus Sanctus (2005)
- Angelus Exuro pro Eternus (2009)
- Where Shadows Forever Reign (2016)

### Live-альбоми
- De Profundis Clamavi Ad Te Domine (2004)

### Інші видання
- Dark Funeral (1994) / In the Sign… (2000)
- Teach Children to Worship Satan (2000)
- Nail Them to the Cross (2015)

### Відео-альбоми
- Attera Orbis Terrarum — Part I (2007)
- Attera Orbis Terrarum — Part II (2008)